# Vicente Nola
Vicente Nola, dit Tinola, est un footballeur brésilien. Il était milieu de terrain.

## Biographie
Arrivé de l'Associação Atlética Francana, un club de l'État de São Paulo, Vicente Nola signe en 1951 à l'AS Saint-Étienne. Premier Brésilien à signer dans le Forez, il est bientôt suivi de deux compatriotes : Agostinho Zara, un inter droit, et Oswaldinho de Oliveira, venu d'un autre club de São Paulo. 
Nola est le seul des trois à trouver sa place dans l'effectif. Il reste deux saisons, marquant 7 buts en 31 matchs en D1, tandis que ses deux coéquipiers ne jouent respectivement que 14 (pour 2 buts) et 2 matchs et ne sont pas conservés à la fin de leur première saison.

## Statistiques
- 1951-1952 :  AS Saint-Étienne (23 matchs, 6 buts)
- 1952-1953 :  AS Saint-Étienne (8 matchs, 1 but)